# Galasjöån
Der Galasjöån ist ein 22,5 Kilometer Fluss in der Gemeinde Örnsköldsvik, in der schwedischen Provinz Västernorrlands län. Er entspringt im Galasjön und fließt dann in östlicher Richtung. Kurz hintereinander durchfließt der Galasjöån die Seen Trehörningen, Mjösjön, Valmsjön, Djupsjön und den Lillsjön. Danach fließt er in südöstlicher Richtung durch Flärke, bevor er bei Gala in den Moälven mündet.
Im Jahr 1896 wollten die Dorfbewohner von Flärke den Lauf des Flusses durch ihr Dorf begradigen und seinen Pegel senken, so wurden 75 Hektar Boden landwirtschaftlich nutzbar gemacht. Im Laufe des Projekts sollten 21 Holzbrücken über den Fluss gebaut, die Gesamtkosten wurden auf 18.000 Schwedische Kronen (heute etwa 980.000 Kronen) veranschlagt. Die Arbeiten wurden öffentlich ausgeschrieben, wer den Zuschlag erhielt, ist nicht bekannt.

## Einzelnachweise

Der Galasjöån vor (blau) und nach (rot) der Begradigung.

Zeichnung der geplanten Brücken